# كبوتردرة
كبوتردرة (بالفارسية: کبوتردره) هي قرية تقع في قسم حبلرود الريفي في إيران. يقدر عدد سكانها بـ 110 نسمة بحسب إحصاء 2016.